# Abella Danger
Pour les articles homonymes, voir Danger (homonymie).
Abella Danger, née le 19 novembre 1995 à Miami en Floride (États-Unis), est une actrice de films pornographiques et un mannequin de charme américain.

## Biographie
Abella Danger est née le 19 novembre 1995 à Miami, Floride, États-Unis dans une famille juive, Elle suit, parallèlement, des cours de danse classique,. Abella Danger a choisi son nom de scène, « Abella » dans la dérivée de Bella, qui signifie belle en italien.

## Carrière
Abella Danger commence une carrière dans l'industrie pornographique en juillet 2014 avec les studios Bang Bros. Après avoir interprété huit scènes, elle déménage de Miami (Floride) à Los Angeles (Californie). Danger joue dans de nombreux films contenant des scènes interraciales et de sodomie, mais aussi dans des scènes homosexuelles, parfois extrêmes avec fist-fucking ou double pénétration par gode ceinture. Sa carrière fait l'objet d'articles dans des médias d'informations traditionnels comme Elite Daily et International Business Times.
Elle est présente à l'AVN Adult Entertainment Expo.

## Vie privée
A ses heures perdues, Abella Danger affirme être cinéphile : « J’y vais environ trois fois par semaine (au cinéma). Je me considère comme une critique de film non officielle. Je m’intéresse beaucoup à la cinématographie. À quel point peut-on rendre les choses réalistes ? »
Dans une interview, elle déclare être favorable à l'avortement : « Comment les gens croient-ils qu’ils ont le droit de dire à quiconque ce qu’ils devraient faire avec leur corps ? Toute femme a le droit de choisir. Bon nombre de femmes n’ont pas la stabilité financière nécessaire pour avoir un enfant. Pourquoi voudrais-tu faire avoir un enfant dans un monde qui n’est pas prêt à l’accueillir ? »

## Filmographie sélective
- 2014 : Belladonna: Fetish Fanatic 15
- 2014 : Lick It Up 6
- 2015 : Mother Lovers Society 13
- 2015 : My Anal Assistant 3
- 2016 : Anal Domination
- 2016 : When Girls Play 2
- 2016 : Don't Tell Daddy avec August Ames
- 2017 : Anal Fitness Sluts
- 2017 : Angela Loves Women 3
- 2017 : Yoga Girls 4
- 2018 : Girls Only 1
- 2018 : Lesbian Adventures: Strap-On Specialist 13
- 2019 : Wash And Dry Her avec Kimmy Granger
- 2019 : Pearl Of The Sea avec Charles Dera
- 2020 : Artist Is Fucking Present avec Xander Corvus

Une liste plus complète est consultable ici

## Distinctions
- 2016 : Elle est la Twisty’s Treat[10] pour le mois de Juillet[11];
- AVN Awards 2016 : Meilleure nouvelle starlette (Best New Starlet)[12]

| Année | Cérémonie        | Prix                                                                                  | Résultat   | Film |
| ----- | ---------------- | ------------------------------------------------------------------------------------- | ---------- | --- |
| 2018  | AVN Awards       | Performeuse de l'année (Female Performer of the Year)                                 | Nomination | – |
| 2018  | AVN Awards       | Meilleure actrice (Best Actress)                                                      | Nomination | The Obsession |
| 2018  | AVN Awards       | Meilleure scène de sexe anal (Best Anal Sex Scene)                                    | Nomination | Curvy Girls 8 (scène avec Toni Ribas)                                                                                              |
| 2018  | AVN Awards       | Meilleure scène de sexe en groupe (Best Group Sex Scene)                              | Nomination | Young & Beautiful 3 (scène avec August Ames, Riley Reid, Jean Val Jean et Mick Blue)                                               |
| 2018  | AVN Awards       | Meilleure scène de sexe entre filles en groupe (Best All-Girl Group Sex Scene)        | Nomination | Jessica Drake is Wicked (scène avec Angela White, Anikka Albrite, Brandy Aniston, Jessica Drake et Vicki Chase)                    |
| 2018  | AVN Awards       | Meilleure scène de triolisme F/F/H (Best Three-Way Sex Scene – G/G/B)                 | Nomination | Exposed (scène avec Valentina Nappi et Jessy Jones)                                                                                |
| 2018  | AVN Awards       | Scène de sexe la plus scandaleuse (Most Outrgeous Sex Scene)                          | Nomination | Psychotic Behavior (scène avec Xander Corvus)                                                                                      |
| 2018  | XBIZ Awards      | Performeuse de l'année (Female Performer of the Year)                                 | Nomination | – |
| 2018  | XBIZ Awards      | Meilleure scène de sexe dans un film gonzo (Best Sex Scene — Gonzo Release)           | Lauréat    | Fucking Flexible (scène avec Markus Dupree)                                                                                        |
| 2018  | XBIZ Awards      | Meilleure scène de sexe dans une comédie (Best Sex Scene — Comedy Release)            | Lauréat    | Jews Love Black Cock (scène avec Joanna Angel et Isiah Maxwell)                                                                    |
| 2018  | XBIZ Awards      | Meilleure scène de sexe dans une vignette (Best Sex Scene — Vignette Release)         | Nomination | Psychotic Behavior (scène avec Xander Corvus)                                                                                      |
| 2018  | XBIZ Awards      | Meilleure scène de sexe dans un film "100% sexe" (Best Sex Scene - All-Sex Release)   | Nomination | The XXX Rub Down 2 (scène avec Mick Blue)                                                                                          |
| 2018  | XRCO Awards      | Performeuse de l'année (Female Performer of the Year)                                 | Nomination | – |
| 2018  | XRCO Awards      | Salope de l'année (Superslut of the Year)                                             | Nomination | – |
| 2018  | XRCO Awards      | Orgasmic Analist                                                                      | Nomination | – |
| 2019  | AVN Awards       | Meilleure scène de sexe anal (Best Anal Sex Scene)                                    | Nomination | Sun Lit 3 (scène avec Markus Dupree)                                                                                               |
| 2019  | AVN Awards       | Meilleure scène de double pénétration (Best Double Penetration Sex Scene)             | Nomination | Pornstar Workout 3 (scène avec Mick Blue)                                                                                          |
| 2019  | AVN Awards       | Meilleure scène de sexe en groupe (Best Group Sex Scene)                              | Nomination | Doe Projects 12464 (scène avec Valentina Nappi, Vicki Chase, Alex Legend, Jessy Jones et Markus Dupree)                            |
| 2019  | AVN Awards       | Meilleure scène de sexe en groupe (Best Group Sex Scene)                              | Lauréat    | After Dark (scène avec Tori Black, Mick Blue, Angela White, Alex Jones, Ana Foxxx, Mia Malkova, Jessa Rhodes, Kira Noir, Bambino ) |
| 2019  | AVN Awards       | Meilleure scène de sexe à trois (Best Three-Way Sex Scene)                            | Nomination | Love Drunk (scène avec Riley Reid et Rob Piper)                                                                                    |
| 2019  | AVN Awards       | Récompense des fans : Cul le plus épique (Fan Award: Most Epic Ass)                   | Lauréat    | – |
| 2019  | AVN Awards       | Meilleure performeuse de l'année (Female Performer of the Year)                       | Nomination | – |
| 2019  | XRCO Awards      | Awesome Analist                                                                       | Lauréat    | – |
| 2019  | XRCO Awards      | Salope de l'année (Superslut of the year)                                             | Nomination | – |
| 2019  | Spank Bank Award | Star de la VR de l'année (VR Star of the Year)                                        | Lauréat    | – |
| 2019  | Spank Bank Award | Maestro Groupe / Orgy de l'année (Group / Orgy Maestro of the Year)                   | Lauréat    | – |
| 2020  | AVN Awards       |                                                                                       |            | |
| 2020  | AVN Awards       | Meilleure actrice (Best Actress)                                                      | Nomination | Her and Him (scène avec Litlle Hand)                                                                                               |
| 2020  | AVN Awards       | Meilleure scène de sexe entre filles en groupe (Best All-Girl Group Sex Scene)        | Nomination | Wash And Dry Her (scène avec Autumn Falls et Kimmy Granger)                                                                        |
| 2020  | AVN Awards       | Meilleure scène de double pénétration (Best Double Penetration Sex Scene)             | Nomination | Performers of the Year 2019 (scène avec Steve Holmes et Ramon Nomar)                                                               |
| 2020  | AVN Awards       | Meilleure scène de sexe lesbienne (Best Girl/Girl Sex Scene)                          | Nomination | Lesbian Encounters (scène avec Jane Wilde)                                                                                         |
| 2020  | AVN Awards       | Récompense de fans : Pornstar féminine préféré (Fan Award: Favorite Female Porn Star) | Nomination | – |
| 2020  | AVN Awards       | Récompense de fans : Cul le plus épique (Fan Award: Most Epic Ass)                    | Lauréat    | – |
| 2020  | AVN Awards       | Performeuse de l'année (Female Performer of the Year)                                 | Nomination | – |